# District de Jinhae
Le district de Jinhae est une ville de la Corée du Sud, dans la province du Gyeongsang du Sud. À la suite de sa fusion avec la capitale provinciale le 1er janvier 2010, elle n’est plus considérée que comme un district de Changwon.
La ville est connue pour son festival printanier des floraisons de cerisiers. L'emblème de la ville comporte d'ailleurs une fleur de cerisier.

## Personnalités liées à la ville
- Hyesug Park, une céramiste et éducatrice allemande d'origine sud-coréenne.